# Kamosowo
Kamosowo (niem. Kamissow) – wieś w Polsce położona w województwie zachodniopomorskim, w powiecie białogardzkim, w gminie Białogard. W latach 1975–1998 wieś należała do województwa koszalińskiego. W roku 2007 wieś liczyła 98 mieszkańców. Wieś wchodzi w skład sołectwa Nasutowo.

## Geografia
Wieś leży ok. 2,5 km na wschód od Nasutowa, na lewym brzegu Parsęty, przy trasie byłej linii wąskotorowej Białogard – Lepino.

## Historia
Miejscowość wzmiankowana w 1523 r. Majątek rycerski został w 1628 r. podzielony na dwie części, z których jedna należała do Clausa Wopersnow, druga najpierw do rodziny Tessmar później Oppermann. Od 1734 r. obie części majątku należały do Wopersnowów, którzy w 1773 r. sprzedali cały majątek kapitanowi Antonowi von Kleist. Ten alodyfikował majątek, który pozostał w rękach rodziny von Kleist prawdopodobnie do końca II wojny światowej.

## Zabytki
Do wojewódzkiego rejestru zabytków wpisany jest:
- park dworski, z drugiej połowy XIX wieku[3][4], nr rej. 1039 z 24 czerwca 1978 r. Park położony w południowej części wsi o pow. 3,00 ha, przylega do budynku dawnego pałacu. W drzewostanie rosną świerki pospolite i daglezje zielone, buki i dęby szypułkowe.

inne zabytki
- założenie pałacowe miało układ typowy dla tego rodzaju pomorskiego budownictwa. Prostokątne podwórze gospodarcze jedynym z krótszych boków przylegało do drogi, wzdłuż dłuższych boków pobudowano budynki gospodarcze a czwarty bok zamykał pałac, za którym rozciągał się park. Od drogi przez środek podwórza prowadziła aleja, przed fasadą dworu zakończona okrągłym gazonem. Założenie zachowało się, z wyjątkiem neogotyckiego pałacu spalonego w latach 70. XX wieku, po którym pozostały jedynie resztki sklepionych piwnic.
- ładna willa z 1894 r., zachowała się na zachód od pałacu
- dawniej budynek browaru z XIX wieku, należący od folwarku – obecnie gorzelnia, stoi na wschód od pałacu.

## Przyroda
Po obu stronach drogi do Stanomina rośnie aleja lipowa oraz klonowa o długości 2930 m, drzewa o obw. 140–310 cm.

## Turystyka
Przez Kamosowo prowadzą trzy lokalne szlaki turystyczne:
- Szlak torami byłej kolejki wąskotorowej – rowerowo-pieszy, nieoznaczony
- Szlakiem parków, dworów i pałaców – motorowy, nieoznaczony
- Szlak zachodni wokół Białogardu – rowerowo-pieszy

## Gospodarka
Miejscowa gorzelnia, założona już w XIX wieku wytwarza spirytus surowy i wywar.
Wzdłuż rzeki Topiel funkcjonuje hodowla karpia, karasia i szczupaka.

## Komunikacja
W miejscowości znajduje się przystanek komunikacji autobusowej.